# Renaud de Bourbon
Pour les autres membres de la famille, voir Maison de Bourbon.
Renaud, dit le bâtard de Bourbon, mort le 4 juin 1483 au prieuré de Montverdun (Loire), est un prélat français, évêque de Laon puis archevêque de Narbonne.

## Biographie
Fils bâtard de Charles Ier de Bourbon, duc de Bourbon et d'Auvergne, Renaud (ou Reginald) est prieur de Montverdun en 1467 et 1482, évêque de Laon de 1468 à 1472, abbé commendataire de Saint-Sauveur-le-Vicomte en 1472-1473, archevêque de Narbonne de 1473 à 1482, recteur du Comtat Venaissin de 1475 à 1476.
Il eut deux enfants bâtards, Charles de Bourbon, évêque de Clermont[réf. nécessaire] et Suzanne de Bourbon, Dame de Chazelles
Il meurt à Montverdun où sa dalle funéraire est encore visible. Il y est représenté avec sa mitre d'évêque, bénissant et tenant une croix tréflée. Un chien est couché à ses pieds. Ses armoiries (armes des ducs de Bourbon mises en bande sur un écu) sont représentées à côté de sa main gauche.